# Match de meilleur deuxième de la Ligue nationale de baseball 2012

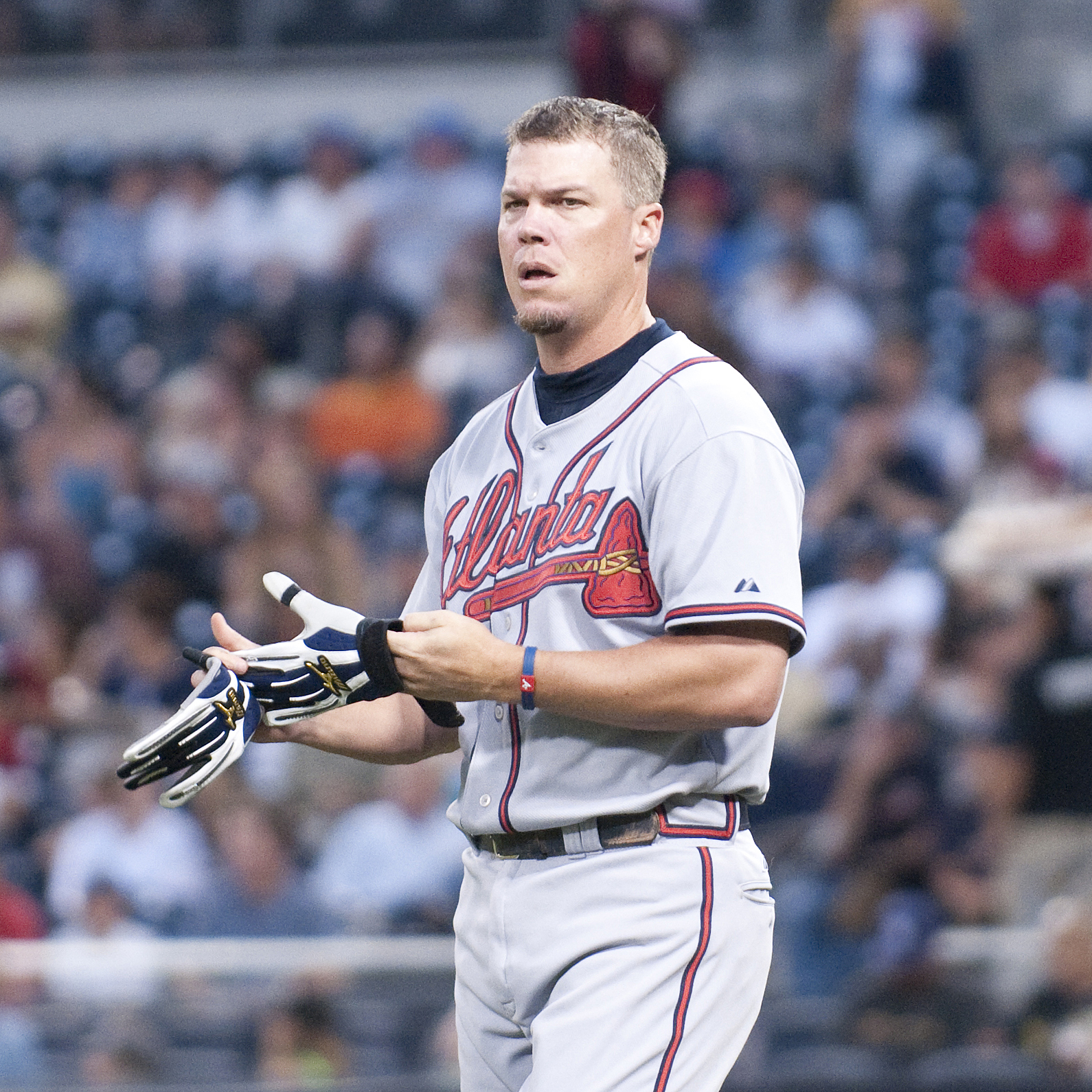
Le match du 5 octobre 2012 est le dernier de la carrière de 19 saisons de Chipper Jones.

Le match de meilleur deuxième de la Ligue nationale de baseball 2012 est un match éliminatoire de la Ligue majeure de baseball disputé le vendredi 5 octobre 2012 entre les Braves d'Atlanta et les Cardinals de Saint-Louis. 
Saint-Louis gagne le match 6-3 pour éliminer Atlanta et passer en Série de division, mais cette partie, qui est le tout premier match de meilleur deuxième disputé depuis la création de cette ronde éliminatoire par la Ligue majeure de baseball, est marquée par la controverse : la partie est disputée sous protêt après qu'un arbitre ait invoqué un règlement inhabituel, la règle du ballon à l'avant-champ, à un moment crucial du match, et que les spectateurs du Turner Field d'Atlanta inondent le terrain de projectiles.
La saison 2012 est la première où ces matchs de meilleurs deuxièmes sont disputés, l'un dans la Ligue nationale et l'autre dans la Ligue américaine, après l'annonce par la MLB le 3 mars 2012 d'un nouveau format de séries éliminatoires où 10 équipes, et non plus 8, participeront au tournoi menant à la Série mondiale.

## Équipes en présence
La rencontre oppose les deux clubs de la Ligue nationale de baseball qualifiés sans être champions de leur division. L'enjeu est une participation à la ronde éliminatoire suivante, la Série de divisions de la Ligue nationale. Le perdant de ce match est éliminé et sa saison prend fin.
Après avoir échappé de justesse leur qualification en 2011, les Braves d'Atlanta parviennent en 2012 à conserver au cours du dernier mois de la saison régulière l'avance qu'ils détiennent sur leurs poursuivants. En l'emportant à Atlanta sur les Marlins de Miami le 25 septembre, les Braves assurent leur présence en séries éliminatoires après une année d'absence. Une défaite le 1er octobre avec deux autres parties à jouer en saison régulière assure le championnat de la division Est de la Ligue nationale aux Nationals de Washington et la seconde place aux Braves.
Après avoir perdu leur avant-dernier match de saison régulière le 2 octobre, les Cardinals de Saint-Louis se voient assurés de la dernière place disponible pour les éliminatoires quand l'équipe qui les suit au classement général de la Ligue nationale, les Dodgers de Los Angeles, perdent aussi. Les Cardinals obtiennent donc la chance de défendre leur titre de champions de la Série mondiale 2011.

## Déroulement du match
Vendredi 5 octobre 2012 au Turner Field, Atlanta, Géorgie.
| Cardinals de Saint-Louis | 0 | 0 | 0 | 3 | 0 | 1 | 2 | 0 | 0 | 6 | 6  | 0 |
| Braves d'Atlanta | 0 | 2 | 0 | 0 | 0 | 0 | 1 | 0 | 0 | 3 | 12 | 3 |
| Lanceurs partants : STL : Kyle Lohse ATL : Kris Medlen Vic. : Kyle Lohse Déf. : Kris Medlen Sauv. : Jason Motte HRs : STL : Matt Holliday ATL : David Ross |   |   |   |   |   |   |   |   |   |   |    |   |

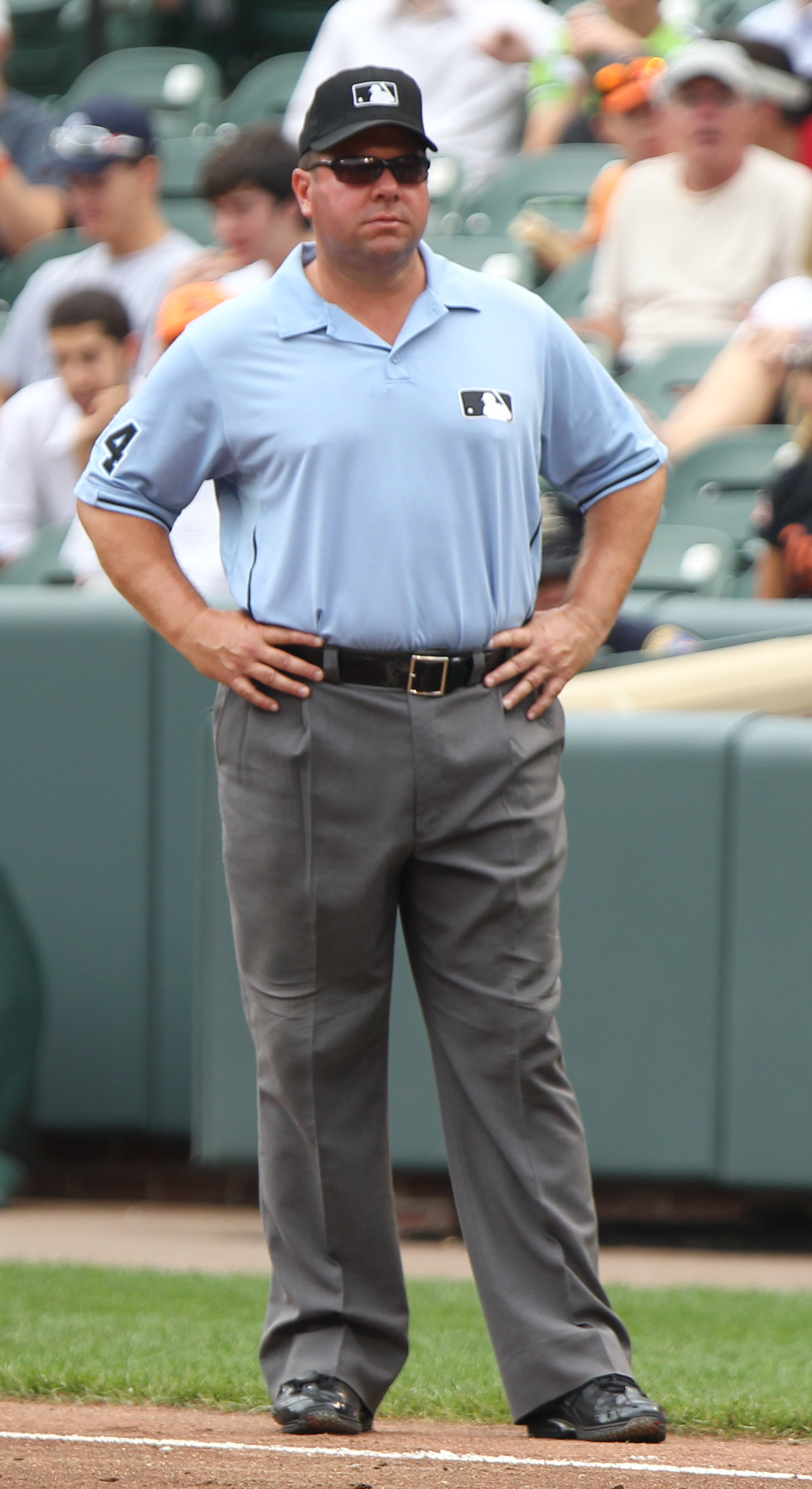
La règle du ballon à l'avant-champ invoquée par l'arbitre Sam Holbrook provoque la controverse pendant le match Braves-Cardinals.

La veille du match, le manager des Braves, Fredi González, étonne en annonçant qu'il laissera de côté pour le match contre les Cardinals son receveur Brian McCann et fera plutôt jouer le substitut David Ross. La décision s'avère heureuse lorsque Ross frappe un coup de circuit de deux points en deuxième manche contre le lanceur partant Kyle Lohse, et termine la journée avec trois coups sûrs. Les Cardinals, tirant de l'arrière 0-2, frappent leur premier coup sûr contre Kris Medlen en quatrième manche. Sur le jeu suivant, le vétéran joueur de troisième but Chipper Jones, jouant le dernier match de sa carrière, commet une erreur en lançant de façon imprécise une balle frappée par Matt Holliday. Puis le voltigeur de gauche Martín Prado est incapable de rejoindre une balle claquée par Allen Craig et ceci permet à Saint-Louis de s'inscrire au pointage. Les Cardinals prennent les devants 3-2 dans la même manche sur le retrait à l'avant-champ de Yadier Molina et le ballon sacrifice de David Freese. En sixième, un circuit de Matt Holliday porte la marque à 4-2 pour Saint-Louis. 
En septième, la défensive des Braves, pourtant la meilleure de la Ligue nationale en saison régulière,, gaffe deux fois plutôt qu'une. Freese se rend sur les buts sur une erreur du deuxième but Dan Uggla. Un point marque sur la troisième erreur d'Atlanta dans ce match, un mauvais relais au marbre de l'arrêt-court Andrelton Simmons. Un sixième point marque lorsque Matt Carpenter frappe un coup sûr à l'avant-champ et que la défensive des Braves ne semble pas s'entendre sur qui doit récupérer le faible roulant.
En fin de septième, José Constanza réussit un triple et est poussé au marbre par Michael Bourn et c'est 6-3 Saint-Louis.

### Règle du ballon à l'avant-champ et controverse
En huitième manche, les Braves placent deux coureurs sur les buts avec un retrait. Un ballon soulevé par Andrelton Simmons n'est pas capté et tombe au sol entre le voltigeur de gauche Matt Holliday et le joueur d'arrêt-court Pete Kozma, qui semblent avoir perdu la balle de vue. L'arbitre au champ gauche Sam Holbrook invoque alors la règle du ballon à l'avant-champ, rarement utilisée, pour déclarer Simmons retiré. En vertu de cette règle, Atlanta a maintenant des coureurs aux deuxième et troisième buts mais il y a deux retraits plutôt qu'un. 
Le gérant González réagit vivement à ce jugement inhabituel, d'autant plus que l'arbitre semble avoir rendu sa décision au dernier instant,. La réaction des spectateurs au Turner Field ne se fait pas attendre : plusieurs d'entre eux inondent le terrain de projectiles, au risque de voir le match être accordé par forfait aux Cardinals. Lorsque le jeu reprend après une interruption de 19 minutes, Saint-Louis envoie Jason Motte lancer : après avoir rempli les buts, il met fin à la manche en retirant sur des prises Michael Bourn. Atlanta met la partie sous protêt, demandant l'intervention de la ligue pour réviser la décision de l'arbitre Holbrook, mais la démarche s'avère vaine. 
En neuvième manche, après deux retraits rapides, Chipper Jones effectue son dernier passage au bâton, qui marque la fin de sa brillante carrière amorcée en 1993 et passée entièrement chez les Braves. Jones devance un relais au premier but pour un ultime coup sûr à l'avant-champ, et Atlanta place deux coureurs sur les sentiers. Mais Dan Uggla, qui représente le point égalisateur, est retiré et Saint-Louis l'emporte 6-3.